# Radiushalsfractuur
Een radiushalsfractuur, ookwel radiuskop of radiushals genoemd is een botbreuk van het spaakbeen (radius) bij de elleboog en komt vooral voor bij kinderen. De (kleine) breuk zit in het spaakbeen ter hoogte van de elleboog en herstelt doorgaans zonder restklachten.

## Behandeling[2][3]
Een radiushals of radiuskop komt vaak voor en wordt behandeld met een drukverband en een sling (soort mitella).
De eerste week
- De sling zal als eerste verwijderd worden als de pijn dit toelaat.
- Het drukverband zal als tweede verwijderd worden als de pijn dit toelaat.

Na één tot vier weken
- Starten met oefenigen: buigen, strekken en draaien van de arm.
- Oefenen op geleide van pijnklachten.

Vier tot zes weken
- Elleboog oefenen op geleide van de pijn.

Na 6 weken
- Het is weer verantwoord te sporten.